# Festival Tobata gion ôyamagasa
 (septembre 2023).
Si vous disposez d'ouvrages ou d'articles de référence ou si vous connaissez des sites web de qualité traitant du thème abordé ici, merci de compléter l'article en donnant les références utiles à sa vérifiabilité et en les liant à la section « Notes et références ».
 (septembre 2023).
Le festival Tobata Gion Yamagasa (戸畑祇園山笠) est un festival japonais local populaire qui a lieu tous les ans à Tobata, un arrondissement de Kitakyūshū dans la préfecture de Fukuoka sur l'ile de Kyūshū au Japon. Le festival a lieu pendant 3 jours du vendredi au dimanche autour du 4e samedi de juillet.
Pendant la journée, les huit chars officiels avec douze grands drapeaux hissés sur les quatre grands sont portés pour un défilé, suivis de quelques petits chars pour les enfants. Mais pendant la nuit, les chars se transforment complètement en pyramides de lumière : d'immenses flotteurs Lantern Yamakasa, dont les décorations ont été enlevées. Chacune, composée de douze couches de 309 lanternes, mesurant 10 mètres de haut et pesant 1,5 tonne, est épaulée par environ 100 porteurs.